# Нистерау
Нистерау (нем. Nisterau) — община в Германии, в земле Рейнланд-Пфальц.
Входит в состав района Вестервальд. Подчиняется управлению Бад Мариенберг (Вестервальд). Население составляет 913 человек (на 31 декабря 2010 года). Занимает площадь 3,26 км².
Коммуна подразделяется на 2 сельских округа.